# ウマル憲章
ウマル憲章（ウマルけんしょう）は、638年にイスラム教の正統カリフであるウマル・イブン・ハッターブがエルサレム征服に伴い当時のエルサレム総主教であるソフロニオスと結んだ条約の名称である。条文はウィキソースのこちらを参照。
ウマル憲章にはエルサレムに於けるキリスト教徒がイスラームに屈服し、ジズヤを支払う限りに於いて、厳しい制限つきながらも一定の権利を保障すると書かれている。後のズィンミー制度を形成する根幹となった文書でもある。